# Manila Zoo
Manila Zoo is de naam van een dierentuin in de Filipijnse hoofdstad Manilla. De dierentuin ligt midden in de stad en werd in 1959 aangelegd als plek waar de inwoners van de stad zich met hun familie konden terug trekken. De dierentuin is een populaire attractie en ontvangt elk jaar miljoenen bezoekers. In het park, dat tevens een botanische tuin is, leven zo'n 500 dieren en bijna honderd verschillende diersoorten. Daaronder zijn diverse voor de Filipijnen endemische diersoorten zoals de Filipijnse apenarend, de Filipijnse brilslang, de rosse neushoornvogel en de Filipijnse krokodil. Ook is Manila Zoo de verblijfplaats van Mali, de enige olifant in de Filipijnen.